# Четряково (Вологодская область)
Четряково — деревня в Кичменгско-Городецком районе Вологодской области.
Входит в состав Енангского сельского поселения, с точки зрения административно-территориального деления — в Нижнеентальский сельсовет.
Расстояние до районного центра Кичменгского Городка по автодороге — 69 км, до центра муниципального образования Нижнего Енангска по прямой — 14 км. Ближайшие населённые пункты — Нижнее Исаково, Подгорье, Брод.
По данным переписи в 2002 году постоянного населения не было.